# Charles Patrick John Coghlan
Sir Charles Patrick John Coghlan (ur. 1863, zm. 1927) – rodezyjski polityk.
Pochodził z Południowej Afryki. W 1900 osiedlił się w Rodezji Południowej, gdzie pracował jako prawnik. Stał na czele ruchu domagającego się samorządu dla białych osadników. Od 1 października 1923 do 28 sierpnia 1927 sprawował urząd premiera Rodezji Południowej.